# Lorenzo Belisario
Lorenzo Belisario (Chaguaramas, Capitanía general de Venezuela, 1800-Manapire, Provincia de Apure, Venezuela, 17 de julio de 1849) fue un militar venezolano. Tras ser derrotado por el general Juan Antonio Sotillo en el paso del Manapire, es decapitado junto a su hermano Nicasio Belisario.

## Carrera
Fue hijo de Juan Elías Belisario. Inició su carrera militar en caballerías del alto llano en 1816 durante la Guerra de Independencia de Venezuela, luchando del lado patriota y siendo nombrado comandante de Chaguaramas con el grado de capitán en 1821. Participó en los sucesos de la Cosiata en 1830. Durante la Revolución de las Reformas luchó en favor del gobierno de José María Vargas. Tras estallar la guerra civil de 1848 forma parte de un núcleo insurrecto contra el régimen de José Tadeo Monagas, que tenía su centro en Curazao y a cuya cabeza actuaba el general José Antonio Páez.

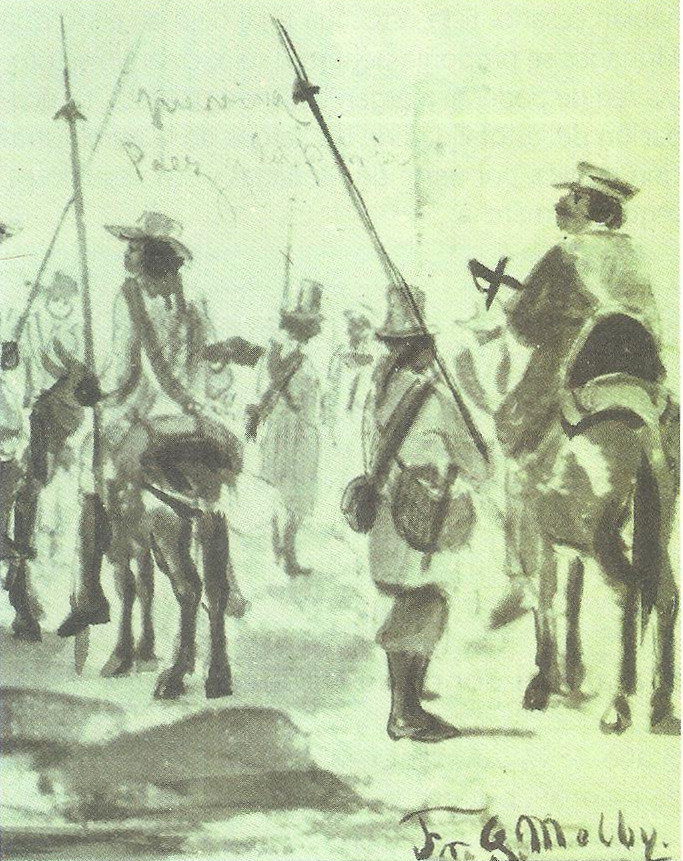
Guardia presidencial de José Tadeo Monagas.

El 21 de junio de dicho año cuando el grupo comandado por Lorenzo Belisario atacó la guardia presidencial en la casa del presidente José Tadeo Monagas, en la contienda resultó herido Belisario al pisarlo su propio caballo, lo que hizo creer a sus compañeros que había muerto, por lo cual huyeron en retirada. La guardia también le dio por muerto y salió en persecución de los demás miembros del grupo, por lo que Belisario aprovecha para escapar.

## Muerte
Belisario marcha hacia Apure encontrándose con el general Juan Antonio Sotillo en el paso del Manapire el 17 de julio. La superioridad del ejército comandado por Sotillo acabó al poco tiempo con la columna revolucionaria, resultando asesinados el junto con su hermano Nicasio Belisario. El general Sotillo decapitó a los hermanos Belisario y envía sus cabezas al presidente Monagas.